# Bubalus

## Specii
Speciile genului Bubalus după Brehm 1964 sunt:
- Bubalus cafer cu subspeciile Bubalus cafer nanus, Bubalus cafer brachyceros;
- Bubalus bubalus, bivol indian sau bivolul de apă;
- Bubalus banteng;
- Bubalus frontalis, cu două subspecii: Bubalus frontalis frontalis și Bubalus frontalis gaurus.